# Anti-Terror-Gedenkskulptur für Raju

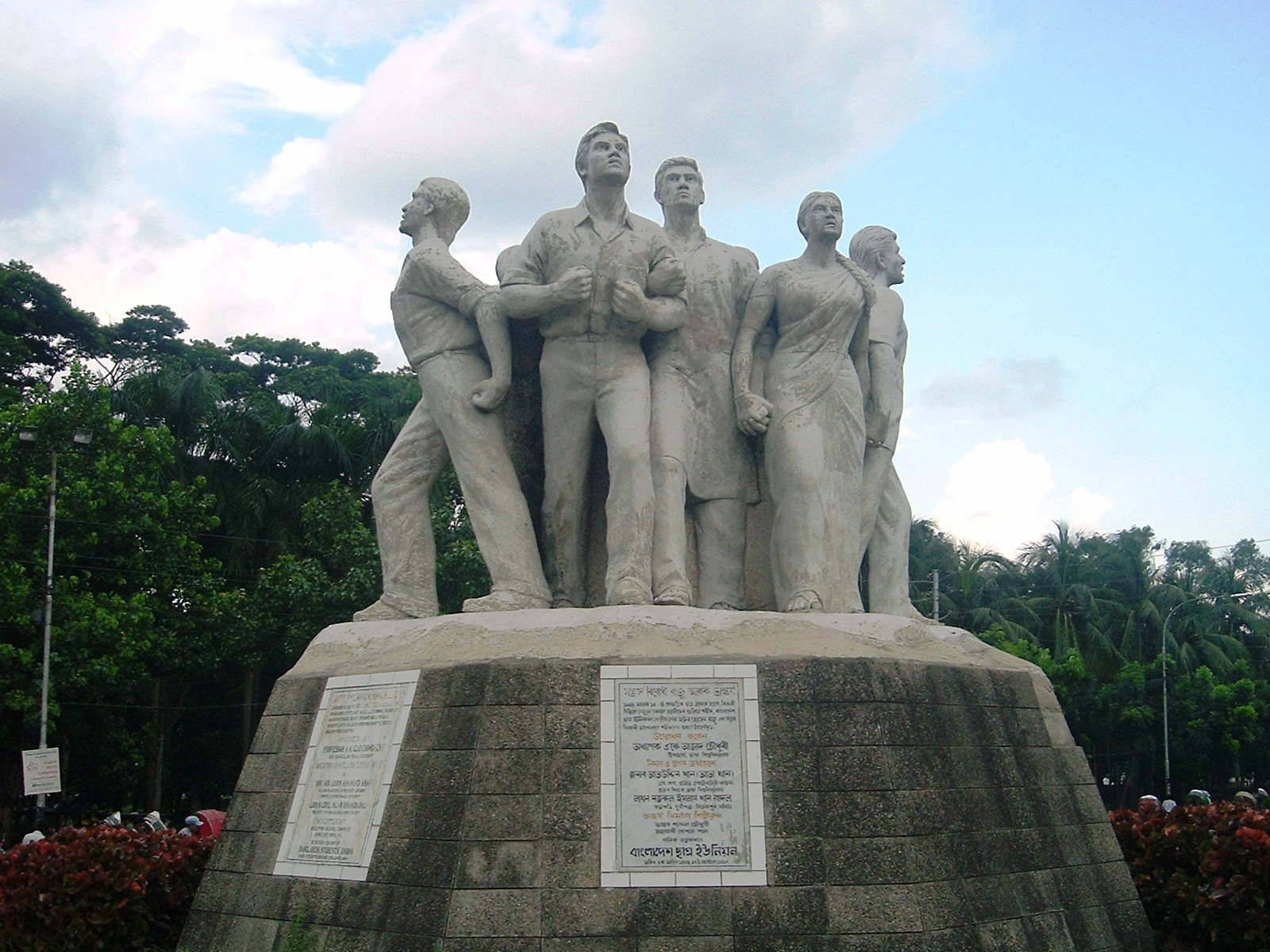
Anti-Terror-Gedenkskulptur für Raju 2006.

Die Anti-Terror-Gedenkskulptur für Raju (Gedenkskulptur für Raju gegen Terrorismus, bengalisch সন্ত্রাস বিরোধী স্মারক রাজু ভাস্কর্য, Shontrash Birodhi Raju Sharokh Bhaskarjya, en.: Anti Terrorism Raju Memorial Sculpture) ist eine Skulptur auf dem Campus der University of Dhaka in Dhaka, Bangladesch.
Die Skulptur wurde von dem Künstler Shaymol Chowdhury geschaffen.

## Gestalt

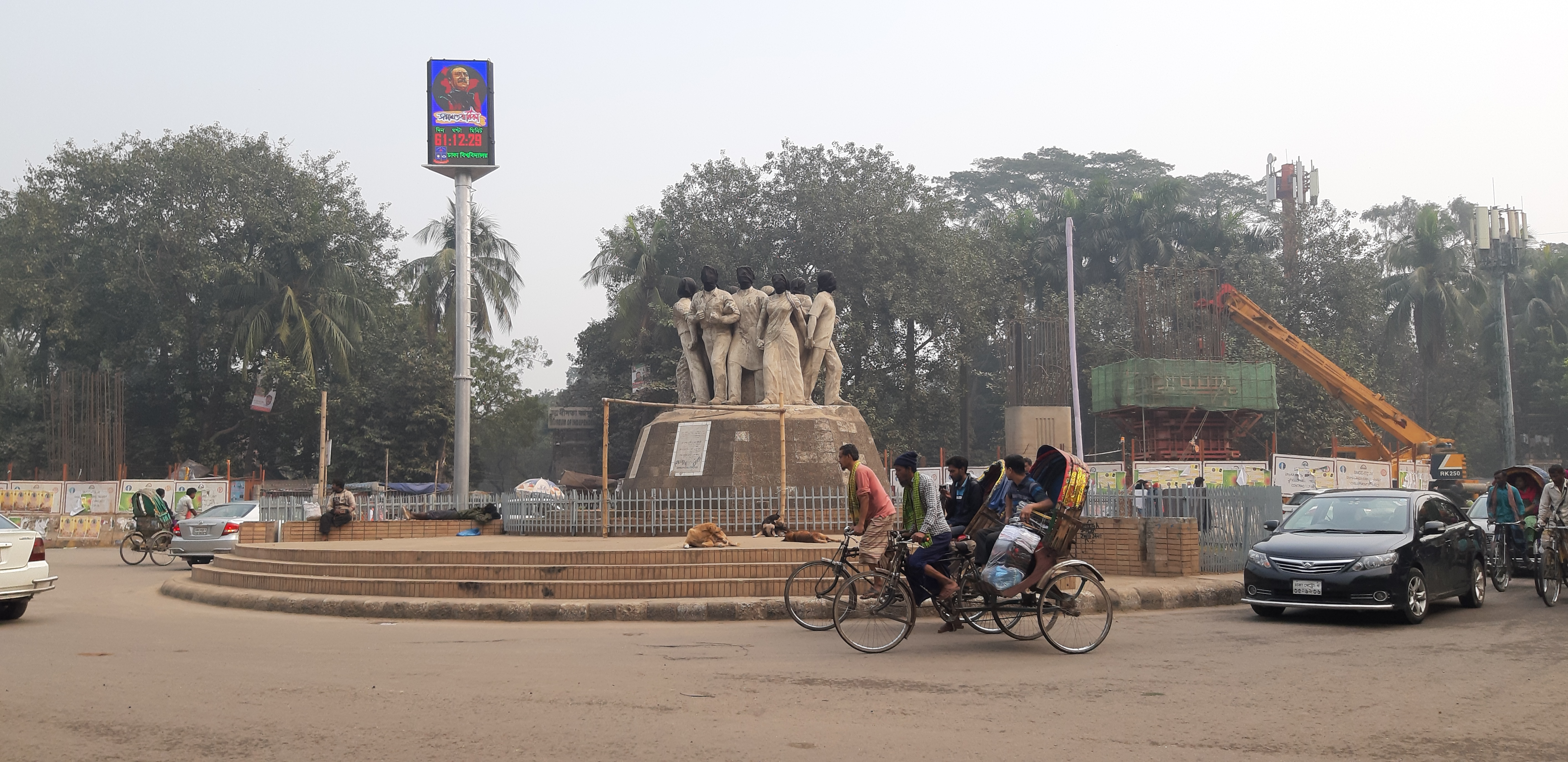
Weitwinkel-Afnahme der Skulptur

Das Denkmal besteht aus einer Figurengruppe von sieben Personen, die in grauem Gestein (Beton?) aufgeführt sind und auf einem breiten Sockel stehen. Die Figuren stellen sechs Männer und eine Frau dar, welche sich an den Händen halten, beziehungsweise untergehakt haben, und offenbar gegen eine Bedrohung aufstehen.

## Bedeutung

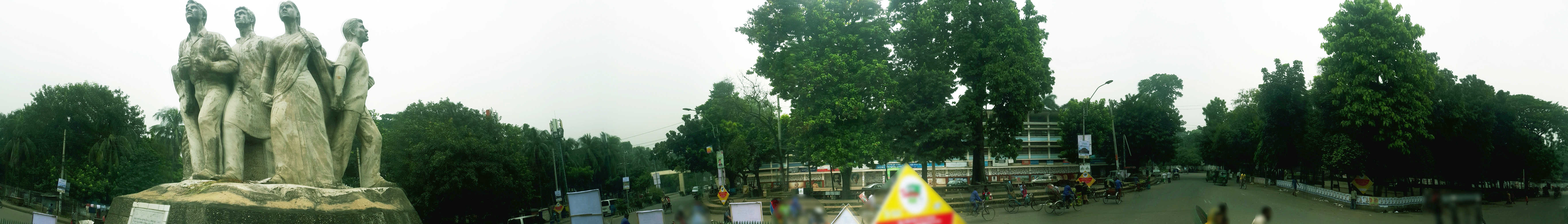
Frontansicht der „Shontrash Birodhi Raju Sharokh Bhaskarjya“

Das Denkmal ist dem Studenten Moin Hossain Raju der Universität Dhaka gewidmet, welcher als Aktivist der Bangladesh Students’ Union be einem Protest gegen Terrorismus ums Leben kam. Es wurde Ende der 1990er errichtet.